# Anoia
Anoia község (comune) Calabria régiójában, Reggio Calabria megyében.

## Fekvése
A település a Gioia Tauro-i síkság keleti részén fekszik. Határai: Cinquefrondi, Feroleto della Chiesa, Giffone, Maropati, Melicucco és Polistena.

## Története
Területén Locri lakosai létesítettek az i. e. 5. században egy katonai helyőrséget Anogeum néven, hogy biztosítsák az anyaváros és Medmi valamint Hipponium közötti utak védelmét. Első írásos említése 1270-ből származik a De Nao nápolyi nemesi család birtokaként. A 19. század elején, amikor a Nápolyi Királyságban felszámolták a feudalizmust önálló községgé vált.

## Népessége
A népesség számának alakulása:

## Főbb látnivalói
- San Nicola-templom
- Santissima Annunziata-templom
- San Sebastiano-templom